# Paulo Marques (piloto português)
Paulo Manuel Guimarães Marques (Vila Nova de Famalicão, 2 de Dezembro de 1962) é um piloto português de todo-terreno, que participou várias vezes no Rali Dakar: 10 vezes, de 1994 a 2003, em moto e desde 2004 em jipe. 
Além de piloto, Paulo Marques é dono da casa comercial “Moto RPM”, concessionário da Honda desde 1987. Em 2007 saiu à estampa o livro intitulado "Paulo Marques - uma vida de roda no ar", que conta as peripécias do seu longo percurso no mundo do motociclismo. O livro "Paulo Marques - uma vida de roda no ar" relata o episódio que marcou a vida de Paulo Marques : Paulo nasceu prematuro (com apenas seis meses) e com algumas dificuldades à nascença, de tal modo graves, que o médico aconselhou a família a baptizarem a criança porque esta tinha graves probabilidades de falecer. A mãe (Adriana Alice) e o pai (Álvaro Gil) baptizaram Paulo com o nome de Rui . Mas , de uma forma quase miraculosa , a saúde de "Rui" (agora Paulo) fica estável e este fora mais tarde baptizado por Paulo Manuel Guimarães Marques. O seu pai, Álvaro Gil Folhadela Marques afirmou "que Paulo tinha vindo ao Mundo para fazer algo de muito especial , visto que tinha tido "duas" oportunidades".
Paulo agarrou desde cedo neste lema e quis singrar no Mundo do Todo-Terreno.
Paulo Marques iniciou-se no Motocross Regional aos 17 anos e em provas oficiais em 1983, tendo ficado em 3º lugar da Classe Promoção no Campeonato Nacional de Enduro desse ano. Desde então, com um extenso parmarés, venceu 11 vezes, até 2001, o Campeonato Nacional de Enduro. Conquistou 1 Medalha de Ouro, 4 de Prata e 3 de Bronze nos ISDE e outros 7 Títulos de Todo-o-Terreno. 
Entusiasmados com os feitos de António Lopes e de Pedro Amado, Bernardo Vilar e Paulo Marques, em convívio com os pilotos franceses no “Portalegre” de 1993, decidem disputar o Paris-Dakar-Paris. Neste seu primeiro “Dakar”, em 1994, Marques e Vilar fizeram a prova num espírito de parceria e entreajuda, ambos em Honda XR600R preparadas em França, mas Paulo Marques desistiu na 6ª etapa, no sul de Marrocos, quando o motor da sua moto se avariou, e Vilar chegou ao fim em 23º lugar da geral. 
Em 1995, Marques disputa o Granada-Dakar, em Yamaha XTZ 660R, terminando a sua 2ª participação neste rali em 15º lugar da geral. 
Em 1996, corre em KTM 660 Rally, mas abandona a prova em consequência de uma queda em que partiu um braço, já na Mauritânia quando estava em 21º da geral. 
Em consequência do acidente de Vilar no ano anterior, Paulo Marques é o único motociclista português em 1997, no Dakar-Agadès-Dakar, naquela que viria a ser a sua melhor participação de sempre num Rali Dakar: competindo em KTM 660 Rally, Marques venceu a 14ª etapa, terminou o rali no 8ª lugar da geral e 1º da Classe Maratona, feito que até hoje nunca foi igualado por outro piloto português em duas rodas. 
Em 1998, Paulo Marques participa no Paris-Granada-Dakar, terminando várias etapas entre os dez primeiros, mas uma violenta queda provocou-lhe a desistência 
quando se encontrava no "top 10". No ano seguinte sofre uma queda na 5ª etapa, partindo uma omoplata e, mais uma vez, não completa a prova. 
Na edição de 2000, entre Dakar e o Cairo, com a anulação de etapas devido à instabilidade política no Níger e a criação de uma ponte aérea para levar os concorrentes de Niamei até Saba, na Líbia, Paulo Marques foi um dos 5 motociclistas portugueses que concluiu a prova. Após terminar em 3º lugar a 6ª etapa, Marques ocupava a 8ª posição quando teve problemas eléctricos na sua moto, na 12ª etapa, chegando ao Cairo na 65ª posição da geral. 
Em 2001 a prova volta a disputar-se entre Paris e Dakar, com 5 motociclistas portugueses à partida e 5 à chegada. Paulo Marques, com uma Honda  XR 650 menos competitiva, conseguiu chegar a Dakar em 12ª lugar da geral e 2º da classe Maratona. Em 2002, no Arras-Madrid-Dakar, em KTM 660 Rally Replica, Marques conquista o 10º lugar da geral e é vencedor da classe Maratona, sendo o melhor motociclita português desse ano.  
Em 2003 Vilar passou a competir em automóveis e Paulo Marques foi o único português em moto, numa KTM 660 Rally Replica, no seu 10º “Dakar” consecutivo, acompanhado por Ricardo Leal dos Santos, na sua 2ª participação em quad. Marques abandona o rali na 8ª etapa, na sua última participação em moto, devido a uma queda. 
Em 2004 Paulo Marques inicia a sua série de participações no “Dakar” em automóvel, nesse ano em equipa com Bernardo Vilar, em Nissan Patrol GR, chegando em 25º lugar da geral. Em 2005 fica em 61º lugar da geral, em Toyota Land Cruiser. Ficou em 66º da geral em 2006 e em 80º em 2007, devido a muitos problemas no seu Land Cruiser. 
O seu filho , Gil Azevedo Marques, está a seguir os traços do pai . Este é um grande piloto de motocross , tendo inclusive ganho alguns títulos